# Парни из женской общаги
«Парни из женской общаги» (англ. Sorority Boys) — молодёжная комедия 2002 года режиссёра У. Володарски.

## Сюжет
Троих студентов колледжа — Дэйва, Адама и Дуфера — выгоняют из общежития за то, что те якобы украли общественные деньги, предназначенные для празднования окончания учебного года. Чтобы доказать свою невиновность, они должны заполучить видеокассету с доказательствами. Дэйв, Адам и Дуфер переодеваются девушками, чтобы на очередной вечеринке проникнуть в комнату с кассетой, но попытка оказывается неудачной, и их с позором выбрасывают недалеко от женского общежития, девушек которого постоянно унижали. Переодетых парней приняли за своих и поселили в свободной комнате. С этого момента и начинаются приключения новых «студенток».

## В ролях
| Роль                | Актёр (актриса)     |
| Главные герои       | Главные герои       |
| ------------------- | ------------------- |
| Дэйв (Дэйзи)        | Бэрри Уотсон        |
| Адам (Адина)        | Майкл Розенбаум     |
| Дуфер (Роберта)     | Гарланд Уильямс     |
| Феминистки/Ищейки   |                     |
| Лея                 | Мелисса Сейджмиллер |
| Пэтти               | Кэтрин Стоквуд      |
| Кейт                | Хизер Матараццо     |
| Фредерика           | Ивонн Шио           |
| Сюзи                | Керри Хигути        |
| Братство            |                     |
| Спенсер             | Брэд Бейер          |
| Джимми              | Тони Денмен         |
| Большой Джонсон     | Омар Бенсон Миллер  |
| Мелкий новичок      | Даблин Джеймс       |
| Трай Пи             |                     |
| Тиффани             | Бри Тёрнер          |
| Девушка Трай Пи №1  | Моника Стэггс       |
| Девушка Трай Пи №2  | Лидия Халл          |
| Девушка Трай Пи №3  | Никки Мартин        |
| Девушка Трай Пи №4  | Джессика Кипер      |
| Остальные персонажи |                     |
| Отец Дэйва          | Джеймс Дотон        |
| Луис                | Питер Сколари       |
| Джон Клосс          | Марк Меткалф        |
| Профессор Бендлер   | Уэнди Джо Спербер   |

## Интересныефакты
- Уоллес Володарски в качестве режиссёра снял только три картины. Помимо «Парней из женской общаги» это «Лицензия на измену» (2004), а также дебютный «Хладнокровный» (1995), который номинировался на Гран-при в категории «Драматический фильм» кинофестиваля «Санденс».
- Самый громкий проект, в котором был задействован талант Володарски (не как режиссёра-постановщика, а как одного из сценаристов), — мультипликационный фильм «Монстры против пришельцев» (2009), собравший в кинотеатрах мира $ 381 млн.

## Награды и участие в фестивалях
- 2002 — фильм номинирован на премию Teen Choice Awards.
- 2003 — на фестивале Hollywood Makeup Artist and Hair Stylist Guild Awards Джоанн Харрис, занимавшаяся подбором актёров, и стилист Донна Баррет Жилберт (англ. Donna Barrett Gilbert) завоевали первое место в номинации «Лучшая современная укладка волос».